# Soma de conjuntos
Na combinatória aditiva, o sumset de dois subconjuntos A e B de um grupo abeliano G (escrita aditiva) é definida para ser o conjunto de todas as somas de um elemento de A com um elemento de B. , Isto é:
{\displaystyle A+B=\{a+b:a\in A,b\in B\}}.
O n - vezes reiterou sumset de A é:
{\displaystyle nA=A+\cdots +A}
Onde existem n. summands.
Muitas das questões e os resultados da combinatória aditiva e a teoria aditiva dos números pode ser redigidas em termos de sumsets. Por exemplo, o teorema dos quatro quadrados de Lagrange pode ser escrito na forma sucinta:
{\displaystyle 4A=\mathbb {N} }
Em que A é o conjunto de números quadrados. Um tema que tem recebido um justo valor do estudo é a de conjuntos com pequenas duplicação, onde o tamanho do conjunto A + A é pequeno (em comparação com o tamanho de A); Veja, por exemplo o teorema de Freiman.